# 2013 en arts plastiques
| Années des arts plastiques : 2010 - 2011 - 2012 - 2013 - 2014 - 2015 - 2016    |
| Décennies des arts plastiques : 1980 - 1990 - 2000 - 2010 - 2020 - 2030 - 2040 |

Cette page concerne l'année 2013 en arts plastiques.

## Événements
- authentification de La Naissance intra-utérine (1921), huile sur toile de Salvador Dalí.
- août : découverte de l'Apollon de Gaza

## Décès
- 8 janvier : Antonio Frasconi, graveur et illustrateur uruguayen (° 28 avril 1919),
- 12 janvier : Robert Lavergne, peintre post-impressionniste et graphologue français (° 1er septembre 1920),
- 22 janvier : Ignacio Barrios, peintre mexicain (° 10 mars 1930),
- 25 janvier : Shōzō Shimamoto, peintre et artiste japonais (° 22 janvier 1928),
- 27 janvier : Jean Weinbaum, peintre suisse puis américain (° 20 septembre 1926),
- 4 février :
  - Beppe Devalle, peintre et collagiste italien (° 8 avril 1940),
  - Bror Jacques de Wærn, acteur, peintre et maître héraldiste suédois (° 27 septembre 1927),
- 18 février :
  - Robert Bouquillon, peintre, illustrateur et lithographe français de la seconde École de Paris (° 18 janvier 1923),
  - Marc Louise, peintre, lithographe, illustrateur et sculpteur français (° 24 novembre 1949),
- 24 février : Ralph Hotere, peintre et sculpteur néo-zélandais (° 11 août 1931),
- 27 février : John Annus, peintre et photographe letton naturalisé américain (° 25 octobre 1935),
- 2 mars : Chantal Lanvin, peintre française (° 27 octobre 1929),
- 6 mars : Daniel Pandini, peintre français (° 8 mars 1938),
- 29 mars : Reginald Gray, peintre portraitiste irlandais (° 4 septembre 1930),
- 1er avril : Pacha 183 (Pavel Pukhov), street artist russe (° 11 août 1983),
- 8 avril : Abdelaziz Mouride, militant d'extrême-gauche, auteur de bande dessinée, peintre, journaliste et enseignant marocain (° 1949),
- 9 avril : Zao Wou-Ki, peintre et graveur sino-français (° 1er février 1920 ou 13 février 1921),
- 13 avril : Henk Peeters, photographe, peintre et dessinateur néerlandais (° 8 décembre 1925),
- 14 avril : Carlos Cañas, peintre salvadorien (° 3 septembre 1924),
- 14 mai : André Sablé, peintre et sculpteur français (° 13 décembre 1921),
- 20 mai : Flavio Costantini, peintre et illustrateur d'inspiration libertaire italien (° 21 septembre 1926),
- 31 mai : Jacques Bollo, peintre italien (° 26 octobre 1931),
- 17 juin : Jacques Fauché, peintre français (° 2 octobre 1927),
- 19 juin : Alfons Schilling, peintre, photographe, dessinateur et performeur suisse et autrichien (° 20 mai 1934),
- 24 juin : Oberto Airaudi, philosophe et peintre italien (° 29 mai 1950),
- 8 juillet : Alice Pasco, peintre et écrivaine française (° 12 avril 1926),
- 24 juillet : Mohamed Chebaa, artiste plasticien et peintre marocain (° 7 mai 1935),
- 31 juillet : Marie Noppen de Matteis, peintre italienne devenue belge par mariage (° 16 juillet 1921),
- 8 août : Fernando Castro Pacheco,  peintre, lithographe, illustrateur et professeur mexicain (° 26 janvier 1918),
- 13 août : Pierre Hennebelle, peintre et pianiste de jazz français (° 1er août 1926),
- 27 août : Jean Jansem, peintre, sculpteur et graveur français d'origine arménienne (° 9 mars 1920),
- 29 août : Xavier Krebs,peintre et céramiste français (° 11 janvier 1923),
- 30 août : Daniel Viéné, peintre français (° 15 février 1955),
- 3 septembre : Julian Barrow, peintre britannique (° 28 août 1939),
- 17 septembre : Vilmo Gibello, peintre italien (° 23 novembre 1916),
- 18 septembre : Agostino Bonalumi, peintre et sculpteur italien (° 10 juillet 1935),
- 3 octobre : Ángeles Santos Torroella, peintre espagnole (° 7 novembre 1911),
- 6 octobre :
  - Cg'ose Ntcox'o, peintre et lithographe botswanaise (° vers 1950),
  - Félix Rozen, peintre, photographe, graveur et sculpteur français (° 12 janvier 1938),
- 17 octobre : Jean-Claude Fiaux, peintre et lithographe français (° 15 novembre 1938),
- 21 octobre : Karl Sim, peintre et faussaire néo-zélandais (° 6 décembre 1923),
- 22 octobre : Shizuka Murayama, peintre franco-japonais de Yō-ga (° 26 octobre 1918),
- 17 novembre : Eugène Leliepvre, peintre, dessinateur et illustrateur français (° 2 avril 1908),
- 23 novembre : Zarou, peintre et lithographe français (° 9 août 1930),
- 25 novembre : Pierre Eychart, peintre français (° 10 mars 1943),
- 27 novembre : Michel Tyszblat, peintre français (° 9 juillet 1936),
- 1er décembre : Nicole Quétin, peintre, lithographe et graveuse française (° 29 novembre 1934),
- 3 décembre : Sacha Sosno, sculpteur, peintre et plasticien français (° 18 mars 1937),
- 7 décembre : Rafa Nasiri, peintre irakien (° 1940),
- 17 décembre : Geneviève Couteau, peintre, dessinatrice, graveuse et décoratrice de théâtre française (° 1924),
- 19 décembre : Fouad Jawhar, peintre libanais (° 16 novembre 1944),
- 24 décembre : Jean Rustin, peintre français (° 3 mars 1928),
- 29 décembre : Sandor Kiss, sculpteur, peintre et dessinateur français et hongrois (° 5 janvier 1938),
- ? : Vassili Sokolov, peintre soviétique puis russe (° 13 août 1915),